# Scirtoidea
Scirtoidea je nadčeleď všežravých brouků, obsahující 3 čeledi.

## Taxonomie
- rod Decliniidae Nikit. Lawr. Kirejt. & Gratsh., 1994
- rod Eucinetidae Lacordaire, 1857
- rod Clambidae Fischer, 1821
- rod Scirtidae Fleming, 1821
- rod †Elodophthalmidae Kirejtshuk & Azar, 2008